# Селеук I Никатор
Селеук I Никатор (око 358. п. н. е. -281. п. н. е.) био је официр у војсци Александра Македонског. Током ратова дијадоха Селеук  Никатор успоставља Селеукидску династију и оснива Селеукидско царство.
Након Александрове смрти у јуну 323. п. н. е., Селеук је иницијално подржавао Пердику, реганта Александровог царства, и био је именован за командира пратеће коњице и хилијарха током Вавилонске поделе 323. п. н. е. Међутим, након избијања ратова дијадоха 322. п. н. е., Пердикини војни порази против Птолемеја у Египти довели су до побуне његових трупа у Пелузију. Пердика је био издат и убијен у завери од стране Селеука, Питона и Антигена у Пелузији током 321 или 320. п. н. е. Споразумом у Трипарадису из 321. п. н. е., Селеук је био постављен за намесника Вавилона под новим регантом Антипатером. Али су скоро одмах ратови дијадоха настављени и Антигон је присилио Селеука да побегне из Вавилона. Селеук је успео да се вратити у Вавилон тек 312. п. н. е. уз подршку Птолемеја. Од 312. п. н. е. је Селеук немилосрдно проширио своје доминионе и коначно покорио персијске и медијске територије. Селеук је владао не само Вавилонијом, него целокупним енормним источним делом Александровог царства.

## Рана каријера
Био је син Антиоха, једног од Филипових генерала. Пратио је Александра Македонског и добија одликовања приком кампање у Индији 326. п. н. е. .
После Александрове смрти Македонско царство се дели 323. п. н. е., а он постаје официр близак Пердики, са којим учествује у кампањи на Египат. Током неуспешне кампање у Египту 321. п. н. е. учествује у убиству Пердике. Током друге поделе Царства 321. п. н. е. Селеук добија Вавилонску сатрапију. Кад је Антигон 316. п. н. е. постао господар источних провинција, Селеук бежи у Египат. У рату између Антигона и других македонских заповедника, он сарађује са Птолемејем и командује египатским ескадрилама у Егеју. После Птолемејеве победе код Газе 312. п. н. е., враћа се у Вавилон.
Историчар Јунијан Јустин тврди да је Антиох био један од војсковођа Филипа II Македонског, али се такав генерал не помиње ни у једном другом извору, а ништа се не зна о његовој наводној каријери под Филипом. Могуће је да је Антиох био члан горњемакедонске племићке породице. Селеукова мајка се наводно звала Лаодика, али се ништа друго о њој не зна. Касније је Селеук именовао бројне градове по својим родитељима. Селеук је рођен у Европосу, који се налази у северном делу Македоније. Само годину дана пре његовог рођења (ако се 358. година пре нове ере прихвати као највероватнији датум), Пеонци су извршили инвазију на регион. Филип је победио освајаче и само неколико година касније их потпуно потчинио под власт Македоније. Селеукова година рођења је нејасна. Јустин тврди да је имао 77 година током битке код Корупедија, што би поставило његову годину рођења у 358. п. н. е. Апијан наводи да је Селеук имао 73 године током битке, што значи да би 354. година пре нове ере била година рођења. Јевсевије Кесаријски, међутим, помиње старост од 75 година, а самим тим и 356. годину пре нове ере, чиме је Селеук био истог узраста као и Александар Велики. Ово је највероватније Селеукова пропаганда да би се учинио упоредивим са Александром.
Као младић, Селеук је изабран да служи као краљев паж (paides). Било је уобичајено да сви мушки потомци племићких породица прво служе на овом положају, а касније као официри у краљевој војсци.
О Селеуку су испричане бројне легенде, сличне онима које се причају о Александру Великом. Причало се да је Антиох рекао свом сину пре него што је отишао да се бори против Персијанаца са Александром да је његов прави отац заправо бог Аполон. Бог је оставио прстен са сликом сидра на поклон Лаодици. Селеук је имао белег у облику сидра. Речено је да су Селеукови синови и унуци такође имали сличне белеге. Прича је слична оној о Александру. Највероватније је прича само пропаганда Селеука, који је вероватно измислио причу да се представи као природни наследник Александра.
Јован Малала тврди да је Селеук имао сестру по имену Дидимеја, која је имала синове по имену Никанор и Никомед. Највероватније је да су синови измишљени. Дидимеја би се могла односити на Аполоново пророчиште у Дидими близу Милета. Такође је сугерисано да је Птоломеј (Селеуков син) заправо био Селеуков ујак

## Рана каријера под Александром Великим
У пролеће 334. п. н. е., као младић од око двадесет три године, Селеук је пратио Александра у Азију. У време индијских кампања које су почеле крајем 327. године п. н. е., он је доспео до команде елитног пешадијског корпуса у македонској војсци, „Штитоноша“ (Хипаспистај, касније познат као „Сребрни штитови“). Аријан каже да када је Александар чамцем прешао реку Џелам, са њим су били Пердика, Птолемеј I Сотер, Лизимах, а такође и Селеук. Током следеће битке код Хидаспе (326. п. н. е.), Селеук је водио своје трупе против слонова краља Поруса. Непознато је у којој мери је Селеук учествовао у стварном планирању битке, јер се не помиње да је имао неку значајну независну позицију током битке. Ово је у контрасту са Кратером, Хефестионом, Питоном и Леонатом – од којих је сваки имао значајне одреде под својом контролом. Селеукови краљевски Хипаспистаји били су стално под Александровим оком и на располагању. Касније су учествовали у кампањи у долини Инда, у биткама против Малија и у преласку пустиње Гедросија.
На великој церемонији венчања у Сузи у пролеће 324. п. н. е., Селеук се оженио Апамом, Спитаменовом ћерком, и она му је родила његовог најстаријег сина и наследника Антиоха I Сотера, најмање две законите ћерке (Лаодику и Апаму) и вероватно још једног сина (Ахеј). На истом догађају, Александар се оженио ћерком покојног персијског краља Дарија III, док се неколико других Македонаца оженило Персијским женама. После Александрове смрти (323. п. н. е.), када су други високи македонски официри масовно одбацивали своје „сузанске жене“, Селеук је био један од ретких који је задржао своју жену, а Апама је остала његова супруга (касније краљица) до краја живота.

## Оснивање Селеукидског царства
Повратком у Вавилон 312. п. н. е. почиње нова Селеукидска ера. То се сматра годином када је основано Селеукидско царство. Из Вавилоније Селеук Никатор осваја околне провинције Персије, Сусу (Елам) и Медеју. Те провинције су дотад билу у рукама Антигонових људи. Антигонов син Деметрије Полиоркет напада Вавилон 311. п. н. е., али не успева да нанесе озбиљнију штету. Током следећих 9 година (311. п. н. е. - 302. п. н. е.) Антигон је био заузет на Западу, па је Селеук Никатор имао времена да освоји цели источни део царства Александра Македонског све до реке Инд.
Након што је угашена краљевска македонска линија, Селеук Никатор узима титулу краља, као и остала четворица главних македонских вођа.
Селеук Никатор се проширио до реке Инд. Ту је изгледа претрпио пораз, па са индијским владарем Чандрагуптом потписује мировни споразим 302. п. н. е. Селеук је дао Чандрагупти Пакистан и своју ћерку за жену, а Чандрагупта њему даје 500 слонова.

## Ширење на западу
Удружује се са Лизимахом 301. п. н. е. и заједнички побећују Антигона у бици код Ипса. Следи нова подела територија и Селеук Никатор добија Сирију и делове Мале Азије. Поседовање Сирије Селеуку даје излаз на Медитеран. Ту оснива град Антиохију (Антиохија на Оронту), као седиште своје власти. Истовремено Селеукија на Тигру је била седиште источних сатрапија, где поставља свог сина Антиоха као заменика краља.
Саградио је огроман број градова, 16 Антиохија, 9 Селеукија и 6 Лаодика.
Заробљава Деметрија 285. п. н. е., тако да му Лизимах и Птолемеј II остају једини велики ривали. Птолемеј Кераун се склонио код Селеука после доласка на власт његова брата Птолемеја II (285. п. н. е. Лизимах је постао непопуларан, након што је убио свог сина. То је Селеуку створило прилику за интервенцију против Лизимаха, у којој му помаже Птолемеј Кераун. У одлучној бици код Курупедиона у Лидији 281. п. н. е. Селеук побеђује и тиме осваја све што је Александар Македонски освојио осим Египта.
Преостало му је да још освоји Македониу и Грчку. Намеравао је он држи Македонско краљевство у старим границама, а да му син Антиох држи целу Азију. Међутим Селеука убија Птолемеј Кераун 281. п. н. е. и спречава га тиме да обнови готово цело краљевство Александра Македонског.